# Escasez artificial
La escasez artificial es un tipo de escasez creada artificialmente, ya sea limitando la producción de los bienes, o estableciendo restricciones cuando estos pueden ser replicados indefinidamente, como aquellos protegidos por las leyes de propiedad intelectual.

## Concepto de escasez
El concepto económico de escasez se basa en que los recursos no son suficientes para satisfacer las necesidades. Esto no significa que exista un faltante o una cantidad baja de estos recursos, sino que existe un límite a su explotación y/o producción. Son escasos entonces, la totalidad de los bienes tangibles como los alimentos y las manufacturas de origen agropecuario e industrial.

## Características de los bienes intangibles
Existen bienes que son pasibles de ser replicados en forma ilimitada, y son parte de los llamados bienes intangibles. Estos bienes, que son producto del intelecto humano, pueden ser intercambiados en el mercado al ser considerados como una forma de propiedad, dentro del régimen legal de propiedad intelectual. Dentro del mismo, se agrupan en dos ramas fundamentales, el derecho de autor y la propiedad industrial.
- Derecho de autor: Aquí se pueden enmarcar los libros, la música, el cine, las obras teatrales, el software, los videojuegos, entre otros. A nivel internacional, el tratado que rige la materia es el Convenio de Berna, que data de 1886 y establece un plazo mínimo de protección de 50 años contados a partir de la muerte del autor.[1]

- Propiedad industrial: Comprende fundamentalmente las patentes (registro legal de invenciones) y las marcas. En un segundo plano, abarca los modelos de utilidad y los diseños industriales. El principal tratado internacional que regula esta rama es el Convenio de París, que data de 1883.

## Creación de escasez de manera artificial
La creación de la escasez artificial se produce de varias maneras. Por un lado, limitando la producción de los bienes tangibles, en lugar de asegurar la máxima utilización de los recursos. Esta estrategia puede apuntar además a incrementar los beneficios por medio de la fijación de precios, si quien la propicia conforma un monopolio u oligopolio.
También se crea por medio de la -ya mencionada- protección legal de bienes intangibles, otorgada a partir del registro de propiedad intelectual frente a las autoridades competentes. Se establece entonces un monopolio sobre el uso y explotación de estos bienes por parte de los titulares del registro, por un plazo establecido de acuerdo a cada tipo de protección. Debido a la falta de competencia, son únicamente dichos titulares quienes podrán obtener beneficios sobre estos registros, y sobre todos aquellos bienes derivados de los mismos. Ocurre que, de no existir la escasez artificial, estos bienes podrían ser reproducidos por cualquiera, limitando así el beneficio a obtener.
Es decir que el productor de un bien protegido por derechos de propiedad intelectual, trata al mismo como escaso (en un sentido económico) a pesar de la imposibilidad de perderlo en el caso de que otro sujeto lo tenga en posesión. Las ideas y la información digital en general, son ejemplos de bienes que no son escasos en su naturaleza, pero adquieren dicha cualidad de manera artificial por medio del régimen de propiedad intelectual. El escritor estadounidense Alvin Toffler resume este concepto utilizando la aritmética como ejemplo:

La economía tradicional habla de la escasez. Pero el conocimiento es en esencia inagotable. Si usted cultiva arroz en un campo, yo no puedo cultivar arroz en el mismo campo al mismo tiempo. Si usted utiliza una máquina herramienta, yo no puedo usarla al mismo tiempo. Pero ambos podemos utilizar el mismo conocimiento a la vez, sin agotarlo. No importa cuántas personas utilicen aritmética, no se va a agotar.
Alvin Toffler

Combinando los métodos anteriores, también se crea escasez al utilizar derechos de propiedad intelectual como medio para limitar la producción de bienes. Por ejemplo, es habitual que las empresas productoras de contenidos audiovisuales manejen discrecionalmente la disponibilidad de los mismos, hasta tanto consideren que es propicio el volver a explotarlos comercialmente, apoyándose en los extensos plazos que otorga la legislación internacional de derecho de autor (50 años post mortem como mínimo). Es el caso de la llamada "bóveda de Disney" (Disney vault), donde la multinacional alterna la disponibilidad de sus películas, con el objeto de generar expectativas en la psicología del consumidor.